# Раротонга
Раротонга је највеће острво у групи Кукових острва у Полинезији у Тихом океану. Острво је вулканског порекла. Површина острва је 67 км². Највиши врх на острву је Манга 658 метара.
На Ратаронги према попису из 2006. живи 14.153 становника. То су, углавном, Маори полинежанског порекла. Главно насеље острва и целог архипелага је Аваруа који је уједно и главни град Кукових острва. На острву постоји међународни аеродрам
Острво је 1823. открио Џон Вилијамс. Од 1888. било је најпре под британским протекторатом, а од 1901. до 1965. било је под новозеландским протекторатом, да би након 1965. било самостално.